# 호르미즈드 2세

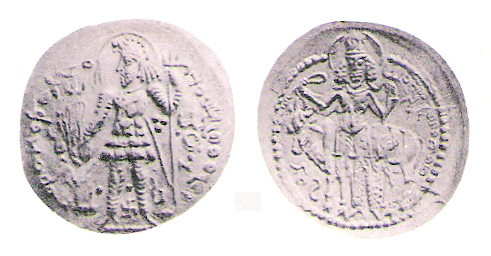
호르미즈드 2세의 동전

호르미즈드 2세(영어:Hormizd II, 중기페르시아어(팔라비어):wḥrmzdy / Ōhrmazd / Ohrmazd, 페르시아어:هرمزد hormuzd / hormizd, 아라비아어:هرمز Hurmuz, ? ~ ?)는 사산 왕조 페르시아 제국의 샤이다.

## 후계
호르미즈드 2세의 재위기간은 7년이지만, 그의 치정에 대한 자세한 기록은 없다. 다만 임신 중의 이프라에게, 그녀가 왕자를 낳으면 샤푸르 2세라고 이름 짓고 바로 후계를 잇도록 하였다. 그리고 그녀는 샤푸르 2세를 임신하고 있는 동안, 왕관을 다리 사이에 두어 샤푸르 2세가 역사상 전례가 없이 태어나자마자 바로 왕관을 쓸 수 있도록 했다고 한다. 그리고 309년에 샤푸르 2세는 태어나자마자 왕위에 올랐으며, 이프라의 섭정이 시작되었다.
그러나 호르미즈드 2세는 이미 첫째인 아다르나세스(Adarnases)와 둘째(미상, 장님이라고 한다) 그리고 셋째인 호르미즈드라는 자식이 있었다. 그러나 장자인 아다르나세스는 성격이 포악하였으며, 그의 동생인 호르미즈드는 투옥되어 있었다. 아다르나세스는 곧 귀족들에게 암살당하지만, 셋째인 호르미즈드는 샤푸르 2세가 왕좌에 앉았을 때도 수감된 상태였다. 그러나 호르미즈드는 323년에 부인의 도움을 받아 탈출에 성공하고, 로마 제국의 황제 콘스탄티누스 1세에 망명한다. 그리고 363년에 호르미즈드는 율리아누스의 군대에 합류하여 페르시아의 크테시폰으로 진격한다.